# Oxytropis baxoiensis
Oxytropis baxoiensis är en ärtväxtart som beskrevs av Pei Chun Qiong Li. Oxytropis baxoiensis ingår i släktet klovedlar, och familjen ärtväxter. Inga underarter finns listade i Catalogue of Life.